# Španie Pole
Španie Pole é um município da Eslováquia, situado no distrito de Rimavská Sobota, na região de Banská Bystrica. Tem 9,19 km² de área e sua população em 2018 foi estimada em 76 habitantes.

## Demografia
| Ano:        | 1994 | 2004    | 2014   | 2024    |
| ----------- | ---- | ------- | ------ | ------- |
| Broj ljudi: | 107  | 87      | 83     | 72      |
| Razlika:    |      | -18,69% | -4,59% | -13,25% |

| Ano:               | 2023 | 2024   |
| ------------------ | ---- | ------ |
| Número de pessoas: | 76   | 72     |
| Diferença:         |      | -5,26% |